# Эрнандес Балькасар, Хавьер
Хавье́р Эрна́ндес Балька́сар (исп. Javier Hernández Balcázar; 1 июня 1988, Гвадалахара, Мексика), также известный как Чичари́то (исп. Chicharito) — мексиканский футболист, нападающий мексиканского клуба «Гвадалахара». Лучший бомбардир в истории сборной Мексики (52 гола).

## Биография
Хавьер Эрнандес Балькасар родился 1 июня 1988 года в Гвадалахаре в семье футболиста Хавьера Эрнандеса Гутьерреса. Пока отец выступал за клуб «Атлетико Морелия», семья проживала в Морелии, где юный Эрнандес посещал школу с третьего по шестой класс и играл в школьной футбольной команде.
Уже в школе он получил прозвище «Чичарито» (Chicharito в переводе с исп. — «горошек»), унаследовав его у отца, которого ещё в детстве прозвали «Чичаро» (Chícharo в переводе с исп. — «горох») за его зелёные глаза.

### Клубная карьера

#### «Гвадалахара»
Эрнандес начал выступать за молодёжную команду «Гвадалахары» в возрасте девяти лет. В 2006 году дебютировал за «Гвадалахару» в матче Апертуры против клуба «Некакса». При счёте 3:0 он вышел на замену Омару Браво на 87-й минуте матча, пять минут спустя забил четвёртый гол за свою команду. Это был его единственный гол в семи матчах, проведённых в сезоне 2006/2007. В следующем сезоне он сыграл за «Чивас» шесть матчей и не забил ни одного мяча. Тогда же он думал о завершении карьеры:

«Около трёх лет назад у меня была масса вопросов о том, правильный ли путь избрал для меня Бог. Тогда я немного играл в футбол. Чаще всего сидел в резерве. С обидой я наблюдал, как меня опережают другие молодые игроки, и от этого я действительно впадал в отчаяние. Тогда я думал об уходе из футбола. Я много говорил с родителями, бабушкой и дедушкой, моей сестрой, девушкой об этой ситуации, и они помогли мне понять, что я должен делать. Теперь я понимаю, что я — счастливый парень, и рад, что продолжил играть. Тот опыт меня многому научил».

В Апертуре 2008 года Эрнандес провёл 10 матчей без забитых голов, а в Клаусуре 2009 года забил 4 гола в 15 матчах. В Апертуре 2009 года он забил 11 мячей в 17 матчах. В 2010 году он забил 10 голов в 11 матчах.

#### «Манчестер Юнайтед»
8 апреля 2010 года Эрнандес подписал контракт с английским клубом «Манчестер Юнайтед». 27 мая 2010 года он получил разрешение на работу в Великобритании и 1 июля стал игроком «Манчестер Юнайтед». В качестве одного из условий трансфера «Юнайтед» провёл товарищеский матч против «Гвадалахары» летом 2010 года, на церемонии открытия нового клубного стадиона «Гвадалахары», «Омнилайф».
28 июля 2010 года Эрнандес впервые сыграл за «Юнайтед», выйдя на замену Нани в Матче всех звёзд MLS против сборной звёзд североамериканской лиги; в этой же встрече он забил свой первый гол за клуб, замкнув пас Даррена Флетчера. Два дня спустя Чичарито в футболке «чивас» забил гол в ворота «Манчестер Юнайтед» в товарищеском матче между «Юнайтед» и «Гвадалахарой». 4 августа Эрнандес забил в своём третьем предсезонном матче подряд, в ворота сборной Ирландской лиги на стадионе «Авива»; «Юнайтед» выиграл в этом товарищеском матче со счётом 7:1.

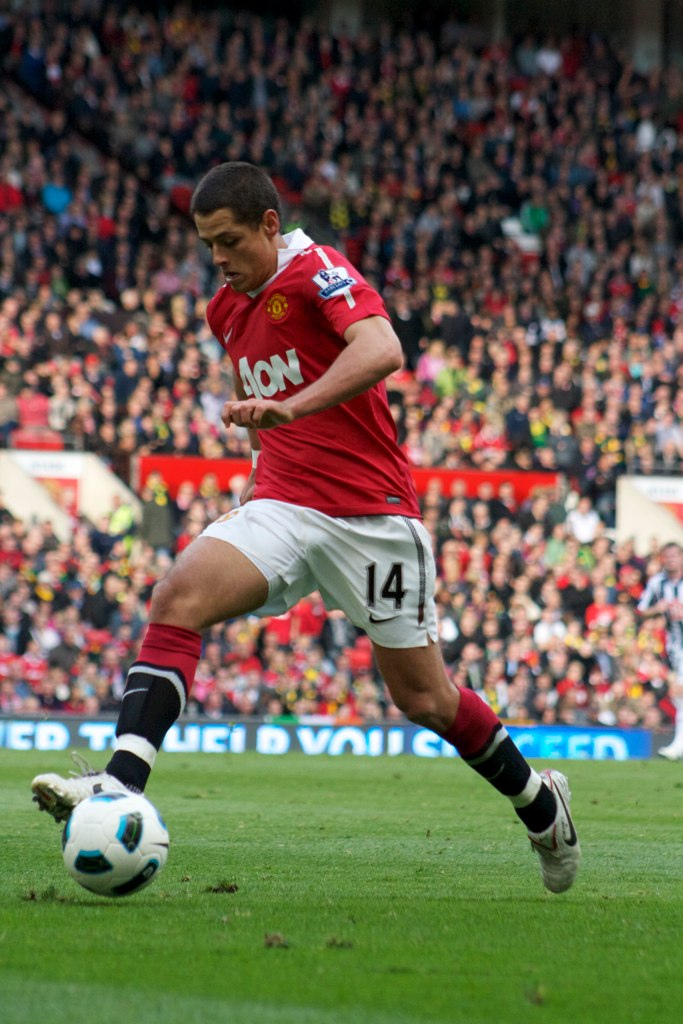
Эрнандес в матче против «Вест Бромвича»

Свой первый гол за «Юнайтед» в официальном матче Эрнандес забил 8 августа 2010 года в матче на Суперкубок Англии против «Челси». Выйдя на замену во втором тайме, Чичарито замкнул пас Антонио Валенсии: после удара в падении мяч отскочил от газона, попал ему в лицо и рикошетом залетел в ворота «Челси». 16 августа Эрнандес сыграл свой первый матч в Премьер-лиге, выйдя на замену Уэйну Руни на 63-й минуте встречи против «Ньюкасла», которая завершилась со счётом 3:0 в пользу «красных дьяволов». 29 сентября Эрнандес забил свой первый гол в Лиге чемпионов в матче против «Валенсии», который завершился со счётом 1:0. 16 октября он забил свой первый гол в Премьер-лиге в матче против «Вест Бромвич Альбион», который завершился со счётом 2:2. 24 октября Эрнандес забил два гола в ворота «Сток Сити» в выездном матче девятого тура Премьер-лиги, обеспечив «красным дьяволам» победу со счётом 2:1. 1 января 2011 года Эрнандес вновь забил победный гол в выездном матче — на этот раз выйдя на замену в выездном матче против «Вест Бромвич Альбион». Три дня спустя Чичарито забил гол в ворота «Сток Сити» в матче, который завершился победой «Юнайтед» со счётом 2:1. 25 января Эрнандес вышел на замену Уэйну Руни в выездном матче против «Блэкпула», в котором «красные дьяволы» проигрывали со счётом 0:2. Но благодаря двум голам Бербатова и голу Эрнандеса «Юнайтед» одержал победу в матче со счётом 3:2. 29 января Чичарито забил победный гол в ворота «Саутгемптона» в матче 4 раунда Кубка Англии, который завершился со счётом 2:1. 26 февраля в выездном матче Премьер-лиги против «Уигана» Эрнандес забил два мяча: первый — после передачи Нани, второй — после паса Руни. Матч завершился со счётом 4:0 в пользу «Манчестер Юнайтед». 15 марта Чичарито забил два гола в матче ⅛ финала Лиги чемпионов УЕФА против «Марселя», обеспечив своему клубу победу со счётом 2:1 и выход в четвертьфинал турнира. 2 апреля он забил гол в ворота «Вест Хэма» на «Болейн Граунд» установив окончательный счёт в матче: 2:4 в пользу «красных дьяволов». 8 апреля Эрнандес был включён в список номинантов на получение награды «Молодой игрок года по версии ПФА». 12 апреля Чичарито открыл счёт в ответном четвертьфинальном матче Лиги чемпионов против «Челси»; игра завершилась со счётом 2:1 в пользу «Юнайтед», который вышел в полуфинал Лиги чемпионов УЕФА, обыграв «Челси» со счётом 3:1 по сумме двух матчей. 23 апреля Эрнандес забил победный гол в матче против «Эвертона», в котором «Юнайтед» выиграл со счётом 1:0. Эта победа гарантировала 6-очковый отрыв от ближайших конкурентов по турнирной таблице при четырёх оставшихся матчах в чемпионате. 8 мая в матче 36 тура Премьер-лиги против «Челси» Эрнандес забил гол на 36-й секунде первого тайма; после победы в этой игре со счётом 2:1 «Юнайтед» практически гарантировал себе чемпионский титул.

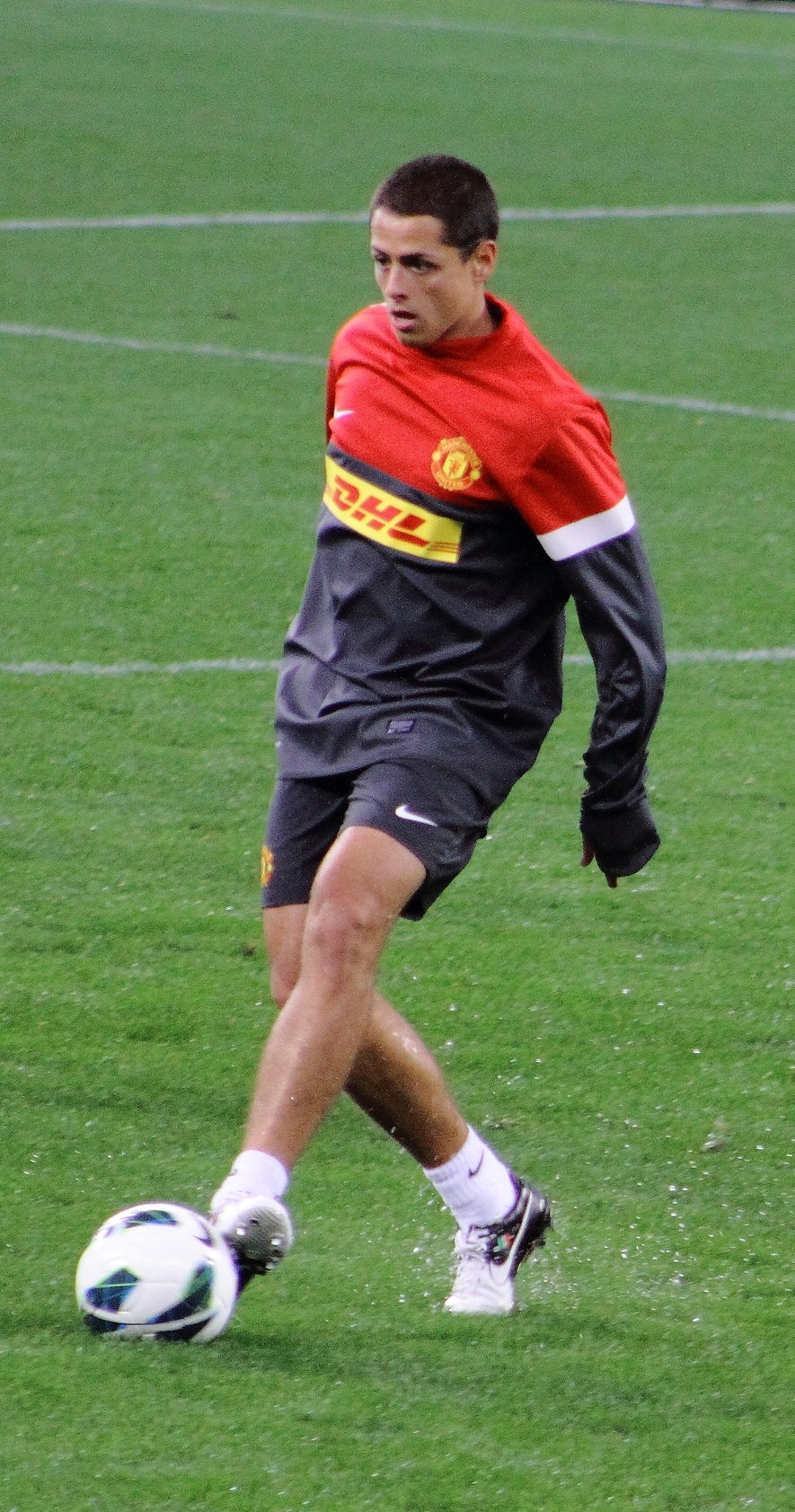
Эрнандес в 2012 году

После участия в Золотом кубке КОНКАКАФ со сборной Мексики, Эрнандес вернулся в расположение «Манчестер Юнайтед» в Нью-Йорке в предсезонном турне клуба по США перед матчем со сборной «всех звёзд MLS». 26 июля он был доставлен в больницу с сотрясением мозга, полученным на тренировке после попадания мячом в голову, но уже на следующий день был выписан. Тем не менее, в качестве меры предосторожности, мексиканец получил отдых и не сыграл ни в одном матче предсезонного турне клуба, а также пропустил игру за Суперкубок Англии против «Манчестер Сити».
22 августа Эрнандес сыграл свой первый матч в сезоне 2011/2012, заменив Дэнни Уэлбека на 79-й минуте матча против «Тоттенхэма»; встреча завершилась победой «Юнайтед» со счётом 3:0. 10 сентября в выездном матче Премьер-лиги против «Болтона» Эрнандес сделал «дубль», а «Юнайтед» одержал победу над «рысаками» со счётом 5:0. 15 октября, выйдя на замену в матче с «Ливерпулем», забил гол на 81-й минуте, сравняв счёт (матч завершился со счётом 1:1). 24 октября продлил свой контракт с «Манчестер Юнайтед» до окончания сезона 2015/16. 29 октября в матче с «Эвертоном» на «Гудисон Парк» забил свой четвёртый гол в чемпионате; матч закончился победой «Юнайтед» со счётом 1:0. 19 ноября Эрнандес отличился в матче против «Суонси Сити», замкнув передачу Райана Гиггза. Всего в сезоне 2011/12 Эрнандес забил за «Юнайтед» 12 голов.
Свой первый гол в сезоне 2012/13 Чичарито забил в матче четвёртого тура Премьер-лиги против «Уигана». 23 октября 2012 года в матче третьего тура группового этапа Лиги чемпионов сделал «дубль» в ворота португальской «Браги», благодаря чему «Манчестер Юнайтед», проигрывая по ходу встречи 0:2, смог вырвать победу со счётом 3:2. 28 октября Эрнандес забил победный гол в ворота «Челси» на «Стэмфорд Бридж», выйдя на замену на 65-й минуте матча, который завершился победой «красных дьяволов» со счётом 3:2. 10 ноября Эрнандес сделал дубль в ворота «Астон Виллы», благодаря этим мячам «Юнайтед» сумели выиграть, уступая 0:2. 26 декабря забил гол «Ньюкаслу» на последней минуте основного времени, благодаря чему «Юнайтед» выиграл матч со счётом 4:3.
Следующий сезон «Манчестер Юнайтед» начал под руководством нового главного тренера Дэвида Мойеса. Однако при Мойесе Чичарито не сумел стать игроком стартового состава, выходя преимущественно на замены. Первый гол в сезоне мексиканец забил 25 сентября в ворота «Ливерпуля» в матче Кубка лиги. Этот гол стал единственным и помог «красным дьяволам» выйти в следующий раунд турнира. 29 октября Эрнандес вновь отличился в Кубке лиги, оформив дубль в ворота «Норвич Сити». В целом сезон для «Манчестер Юнайтед» сложился очень неудачно: команда не только не сумела выиграть трофеи, но и не попала в еврокубки на следующий сезон, заняв итоговое 7-е место. Несмотря на это, Чичарито сумел во всех турнирах забить 9 голов и отдать 3 голевые передачи.
Перед началом сезона 2014/15 у «Манчестер Юнайтед» вновь сменился тренер: теперь им стал опытный голландец Луи ван Гал. Вскоре после этого появились слухи о том, что Эрнандес может покинуть команду. Под руководством ван Гала мексиканец лишь дважды появился на поле, оба матча закончились поражением «красных», а Чичарито результативными действиями отметиться не сумел.

##### Аренда в «Реал Мадрид»
1 сентября 2014 года Эрнандес официально перешёл из «Манчестер Юнайтед» в «Реал Мадрид» на правах аренды. 13 сентября состоялся дебют Чичарито за «королевский клуб»: мексиканец вышел на замену в матче с «Атлетико Мадрид». 20 сентября нападающий забил первые голы за «Реал», оформив дубль в матче с «Депортиво». Однако в «Реале» Эрнандес также не сумел стать игроком стартового состава, причиной чему стала низкая результативность футболиста. 22 апреля 2015 года Чичарито забил единственный гол в ворота мадридского «Атлетико», который стал решающим по сумме двух матчей 1/4 финала Лиги чемпионов УЕФА и позволил «Реалу» выйти в полуфинал турнира. После окончания сезона 2014/15 президент «Реала» Флорентино Перес не стал продлевать контракт с Хавьером.

#### «Байер 04»
В летнее трансферное окно 2015 года футболист подписал контракт с «Байером 04». Трансфер обошёлся немецкому клубу в 16 млн евро, которые команда заплатила «Манчестер Юнайтед». Контракт рассчитан до 2018 года с зарплатой в 3,5 млн евро за сезон. Мексиканец провёл весьма результативный сезон, забив 17 голов в 28 матчах чемпионата Германии, и вошёл в символическую сборную сезона.

#### «Вест Хэм»

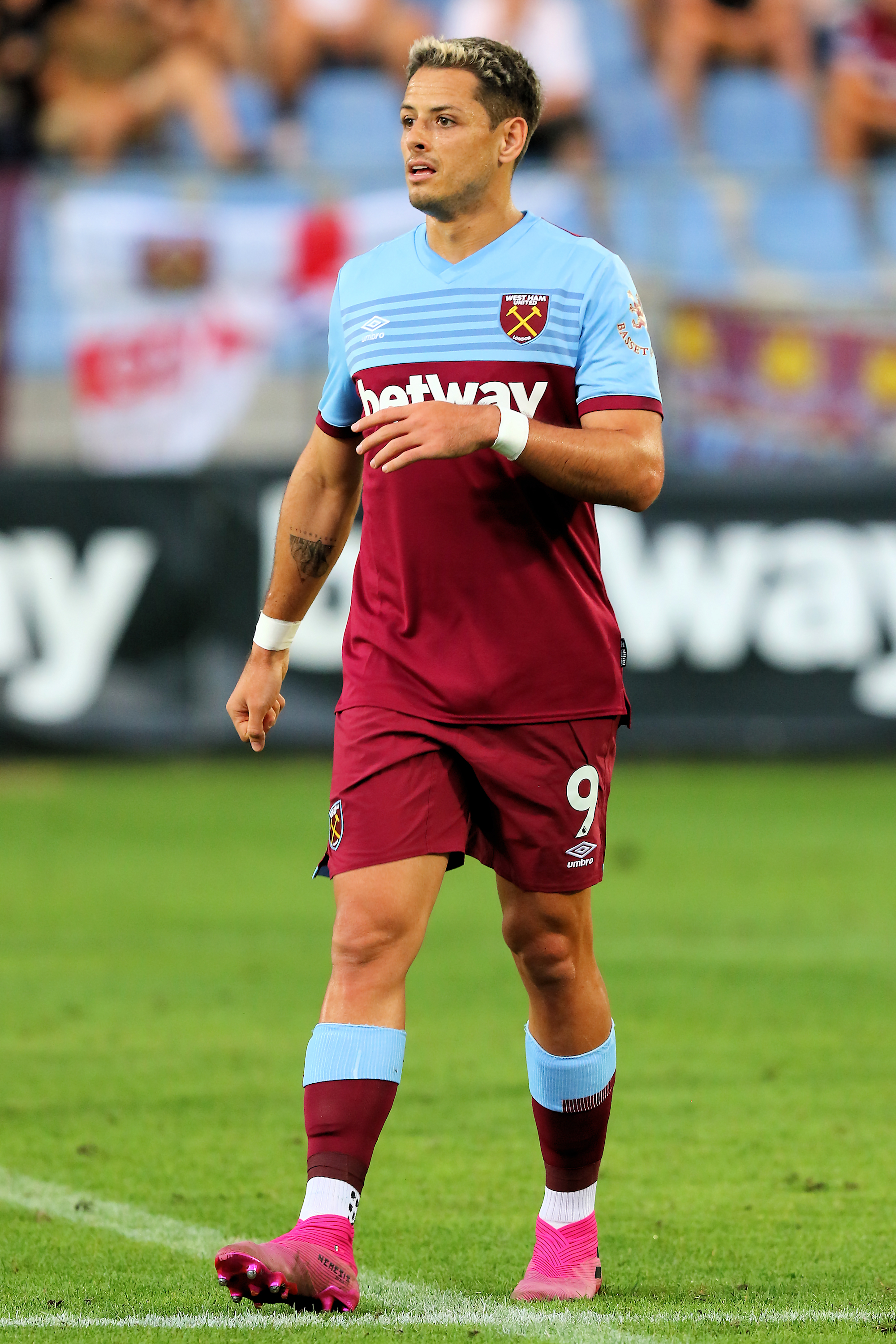
Эрнандес в 2019 году

24 июля 2017 года перешёл в «Вест Хэм Юнайтед» за 18 миллионов евро, заключив контракт на три года. 13 августа дебютировал в матче против «Манчестер Юнайтед», (0:4). Первый и второй голы забил 19 августа в матче против «Саутгемптона» (2:3). В сезоне сыграл 18 матчей, в которых забил 8 мячей и отдал 2 голевых паса; клуб занял 13-е место в турнирной таблице.
Свой первый гол в сезоне 2018/19 забил 3 ноября в домашнем матче с «Бернли» (4:2). Первый дубль в сезоне оформил 1 декабря в матче против «Ньюкасла» (3:0). В конце января в СМИ стали появляться новости о возможном уходе Чичарито в «Валенсию» за 7—8 млн фунтов, однако «Вест Хэм» отказался продавать нападающего, желая получить за него 12—14 млн.

#### «Севилья»
В 2019 году Эрнандес перешёл из «Вест Хэма» в испанский клуб «Севилья». Сумма трансфера составила 8 млн евро. Контракт с игроком рассчитан на три года. Свой первый гол за «Севилью» Эрнандес забил 19 сентября в матче 1-го тура Лиги Европы против «Карабаха» (3:0).

#### «Лос-Анджелес Гэлакси»
21 января 2020 года Эрнандес подписал контракт с клубом MLS «Лос-Анджелес Гэлакси» в качестве назначенного игрока. В высшей лиге США дебютировал 29 февраля в матче стартового тура сезона 2020 против «Хьюстон Динамо». 13 июля в матче группового этапа Турнира MLS is Back против «Портленд Тимберс» забил свой первый гол в MLS. В апреле и мае 2021 года Эрнандес забил семь голов и отдал одну голевую передачу в семи матчах, за что был признан игроком месяца в MLS. Был отобран на Матч всех звёзд MLS 2021, но не смог сыграть в нём из-за травмы. Принял участие в Матче всех звёзд MLS 2022. 7 июня 2023 года в матче четвертьфинала Открытого кубка США против «Реал Солт-Лейк» получил разрыв передней крестообразной связки правого колена, вследствие чего был помещён в список травмированных до конца сезона. 3 ноября 2023 года «Лос-Анджелес Гэлакси» объявил о расставании с Эрнандесом, у которого закончился контракт.

### Возвращение в «Гвадалахару»
24 января 2024 вернулся в «Гвадалахару» спустя 13,5 лет, подписав контракт на сезон 2024.

### Карьера в сборной

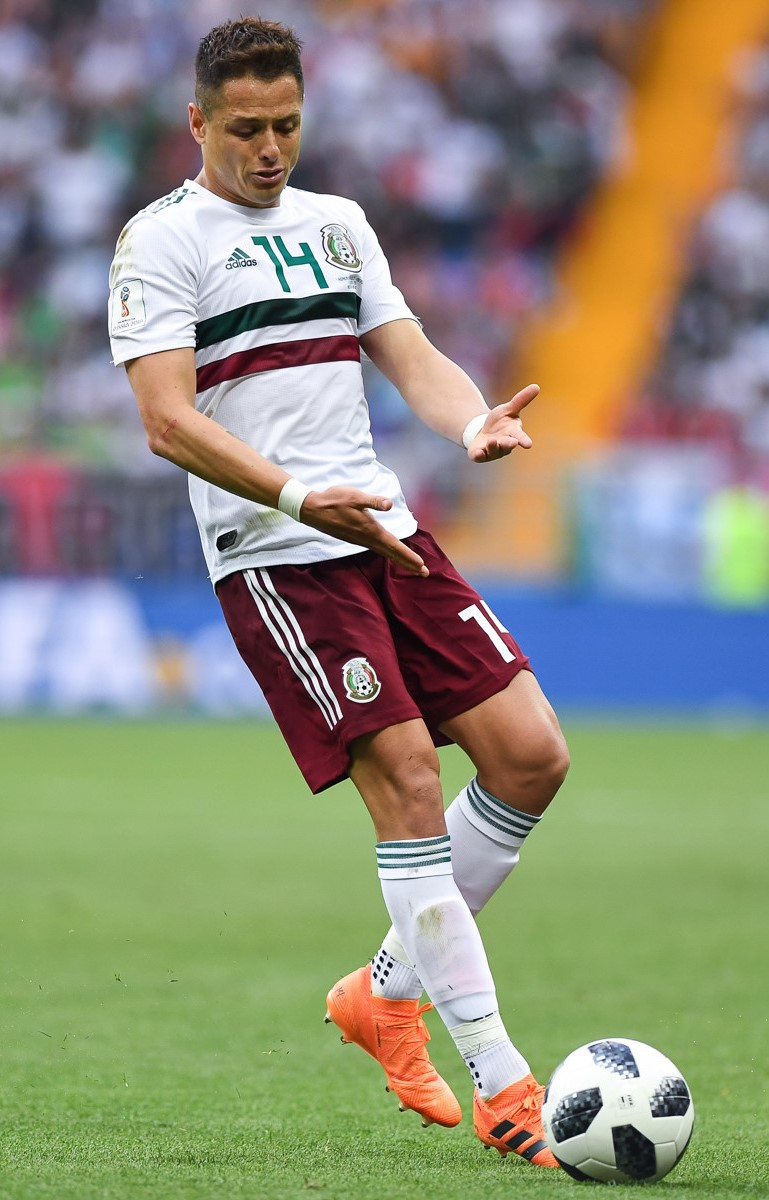
Эрнандес в матче за сборную Мексики

Эрнандес дебютировал за сборную Мексики 30 сентября 2009 года в матче против сборной Колумбии, в котором он отметился голевой передачей. 24 февраля 2010 года он забил два гола в ворота сборной Боливии, а также отметился голевой передачей. 3 марта 2010 года Эрнандес открыл счёт в матче против Новой Зеландии, головой послав мяч в сетку ворот. 17 марта он забил свой четвёртый гол за сборную в матче против сборной Северной Кореи.
11 июня 2010 года Эрнандес дебютировал на чемпионате мира, выйдя на замену Гильермо Франко на 73-й минуте матча против сборной ЮАР.
Выступив в чемпионате, Хавьер Эрнандес продолжил семейную традицию: его отец, полузащитник Хавьер Эрнандес Гутьеррес, был в составе сборной на чемпионате мира 1986 года, а дед Томас Балькасар — на чемпионате мира 1954 года.
17 июня Эрнандес вновь вышел на замену в матче против сборной Франции, заменив Эфраина Хуареса на 55-й минуте, а на 64-й минуте, после ошибки защитников сборной Франции при выполнении искусственного офсайда, вышел один на один с Уго Льорисом и послал мяч в сетку ворот, забив свой первый гол на чемпионате мира. В этой встрече Эрнандес был признан лучшим игроком матча.
По совпадению, как и его дед на чемпионате мира 1954 года, Эрнандес забил гол в ворота сборной Франции в возрасте 22 лет.
27 июня Эрнандес забил свой второй гол в турнире: получив мяч на краю штрафной, он развернулся, оторвался от опеки Мартина Демичелиса и сильным ударом с левой ноги послал мяч под перекладину ворот Серхио Ромеро. В этом матче сборная Мексики уступила аргентинцам со счётом 3:1 и завершила выступление на чемпионате мира.
Статистический анализ ФИФА показал, что Эрнандес стал самым быстрым футболистом ЧМ-2010, развив максимальную скорость в 32,15 км/ч.
5 июня 2011 года Эрнандес сделал свой первый хет-трик за сборную в матче Золотого кубка КОНКАКАФ против сборной Сальвадора, который завершился победой мексиканцев со счётом 5:0. 9 июня 2011 в матче против сборной Кубы он оформил дубль, забив на 36-й и 76-й минутах. 18 июня принёс победу мексиканцам над Гватемалой со счётом 2:1, пяткой замкнув передачу Пабло Барреры с правого фланга. 22 июня Эрнандес забил свой седьмой гол на турнире в матче против сборной Гондураса, в котором мексиканцы победили со счётом 2:0.
16 июня 2013 года в матче группы A Кубка конфедераций 2013 года против сборной Италии на 34-й минуте забивает гол с пенальти, чем приводит счет матча к 1:1 и уравниванию шансов сборных. В итоге, тот матч выигрывает Италия со счетом 2:1. На чемпионате мира в Бразилии Эрнандес не был основным игроком сборной, однако появлялся на поле во всех матчах после выхода на замену. 24 июня 2014 года забил свой единственный гол в турнире, поразив ворота сборной Хорватии, окончательно сняв все вопросы о победителе матча. В матча 1/8 финала сборная Мексики уступила более классной команде Нидерландов и завершила выступление на «мундиале».
На «репетиции» к чемпионату мира в России Хавьер сыграл три матча и помог набрать очки для мексиканцев, которые помогли им выйти в плей-офф. Важный гол был забит в первой игре против португальцев в концовке первого тайма. В следующем матче тренер Хуан Карлос Осорио решил оставить многих ключевых игроков на скамейке запасных. В следующих матчах (против сборных России и Германии) вновь был в стартовом составе и отыграл в матчах всё основное время.

## Статистика выступлений

### Клубная карьера
| Клуб                 | Сезон            | Лига | Лига | Кубок | Кубок | Кубок лиги | Кубок лиги | Континент. кубки | Континент. кубки | Прочие | Прочие | Итого | Итого |
| Клуб                 | Сезон            | Игры | Голы | Игры  | Голы  | Игры       | Голы       | Игры             | Голы             | Игры   | Голы   | Игры  | Голы  |
| -------------------- | ---------------- | ---- | ---- | ----- | ----- | ---------- | ---------- | ---------------- | ---------------- | ------ | ------ | ----- | ----- |
| Гвадалахара          | 2006/07          | 8    | 1    | -     | -     | -          | -          | 1                | 0                | 0      | 0      | 9     | 1     |
| Гвадалахара          | 2007/08          | 6    | 0    | -     | -     | -          | -          | 4                | 0                | 1      | 0      | 11    | 0     |
| Гвадалахара          | 2008/09          | 22   | 4    | -     | -     | -          | -          | 7                | 3                | 4      | 0      | 33    | 7     |
| Гвадалахара          | 2009/10          | 28   | 21   | -     | -     | -          | -          | 0                | 0                | 0      | 0      | 28    | 21    |
| Гвадалахара          | Итого            | 64   | 26   | 0     | 0     | 0          | 0          | 12               | 3                | 5      | 0      | 81    | 29    |
| Тапатио (фарм-клуб)  | 2005/06          | 11   | 0    | -     | -     | -          | -          | -                | -                | 0      | 0      | 11    | 0     |
| Тапатио (фарм-клуб)  | 2006/07          | 12   | 3    | -     | -     | -          | -          | -                | -                | 0      | 0      | 12    | 3     |
| Тапатио (фарм-клуб)  | 2007/08          | 15   | 6    | -     | -     | -          | -          | -                | -                | 0      | 0      | 15    | 6     |
| Тапатио (фарм-клуб)  | 2008/09          | 7    | 2    | -     | -     | -          | -          | -                | -                | 0      | 0      | 7     | 2     |
| Тапатио (фарм-клуб)  | Итого            | 45   | 11   | 0     | 0     | 0          | 0          | 0                | 0                | 0      | 0      | 45    | 11    |
| Манчестер Юнайтед    | 2010/11          | 27   | 13   | 5     | 1     | 3          | 1          | 9                | 4                | 1      | 1      | 45    | 20    |
| Манчестер Юнайтед    | 2011/12          | 28   | 10   | 1     | 0     | 0          | 0          | 7                | 2                | 0      | 0      | 36    | 12    |
| Манчестер Юнайтед    | 2012/13          | 22   | 10   | 6     | 4     | 2          | 1          | 6                | 3                | 0      | 0      | 36    | 18    |
| Манчестер Юнайтед    | 2013/14          | 24   | 4    | 1     | 1     | 5          | 4          | 5                | 0                | 0      | 0      | 35    | 9     |
| Манчестер Юнайтед    | 2014/15          | 1    | 0    | 0     | 0     | 1          | 0          | 0                | 0                | 0      | 0      | 2     | 0     |
| Манчестер Юнайтед    | 2015/16          | 1    | 0    | 0     | 0     | 0          | 0          | 2                | 0                | 0      | 0      | 3     | 0     |
| Манчестер Юнайтед    | Итого            | 103  | 37   | 13    | 6     | 11         | 6          | 29               | 9                | 1      | 1      | 157   | 59    |
| Реал Мадрид (аренда) | 2014/15          | 23   | 7    | 2     | 1     | -          | -          | 8                | 1                | 0      | 0      | 33    | 9     |
| Реал Мадрид (аренда) | Итого            | 23   | 7    | 2     | 1     | 0          | 0          | 8                | 1                | 0      | 0      | 33    | 9     |
| Байер 04             | 2015/16          | 28   | 17   | 3     | 4     | 0          | 0          | 9                | 5                | 0      | 0      | 40    | 26    |
| Байер 04             | 2016/17          | 26   | 11   | 2     | 1     | 0          | 0          | 8                | 1                | 0      | 0      | 29    | 13    |
| Байер 04             | Итого            | 54   | 28   | 5     | 5     | 0          | 0          | 17               | 6                | 0      | 0      | 76    | 39    |
| Вест Хэм Юнайтед     | 2017/18          | 28   | 8    | 2     | 0     | 3          | 0          | 0                | 0                | 0      | 0      | 33    | 8     |
| Вест Хэм Юнайтед     | 2018/19          | 25   | 7    | 1     | 0     | 2          | 1          | 0                | 0                | 0      | 0      | 28    | 8     |
| Вест Хэм Юнайтед     | 2019/20          | 2    | 1    | 0     | 0     | 0          | 0          | 0                | 0                | 0      | 0      | 2     | 1     |
| Вест Хэм Юнайтед     | Итого            | 55   | 16   | 3     | 0     | 5          | 1          | 0                | 0                | 0      | 0      | 63    | 17    |
| Севилья              | 2019/20          | 9    | 1    | 2     | 0     | -          | -          | 4                | 2                | 0      | 0      | 15    | 3     |
| Севилья              | Итого            | 9    | 1    | 2     | 0     | 0          | 0          | 4                | 2                | 0      | 0      | 15    | 3     |
| Лос-Анджелес Гэлакси | 2020             | 12   | 2    | 0     | 0     | -          | -          | 0                | 0                | 0      | 0      | 12    | 2     |
| Лос-Анджелес Гэлакси | 2021             | 21   | 17   | 0     | 0     | -          | -          | 0                | 0                | 0      | 0      | 21    | 17    |
| Лос-Анджелес Гэлакси | 2022             | 32   | 18   | 3     | 1     | -          | -          | 1                | 0                | 2      | 0      | 38    | 19    |
| Лос-Анджелес Гэлакси | 2023             | 9    | 1    | 3     | 0     | -          | -          | 0                | 0                | 0      | 0      | 12    | 1     |
| Лос-Анджелес Гэлакси | Итого            | 74   | 38   | 6     | 1     | 0          | 0          | 1                | 0                | 2      | 0      | 83    | 39    |
| Всего за карьеру     | Всего за карьеру | 427  | 164  | 31    | 13    | 16         | 7          | 71               | 21               | 8      | 1      | 553   | 206   |

(откорректировано по состоянию на 1 января 2024 года)

### Выступления за сборную
| Сборная          | Год              | Отборочные матчи ЧМ | Отборочные матчи ЧМ | Финальные матчи ЧМ | Финальные матчи ЧМ | Золотой кубок КОНКАКАФ | Золотой кубок КОНКАКАФ | Кубок Америки | Кубок Америки | Кубок конфедераций | Кубок конфедераций | Кубок КОНКАКАФ 2015 | Кубок КОНКАКАФ 2015 | Товарищеские матчи | Товарищеские матчи | Итого | Итого |
| Сборная          | Год              | Игры                | Голы                | Игры               | Голы               | Игры                   | Голы                   | Игры          | Голы          | Игры               | Голы               | Игры                | Голы                | Игры               | Голы               | Игры  | Голы  |
| ---------------- | ---------------- | ------------------- | ------------------- | ------------------ | ------------------ | ---------------------- | ---------------------- | ------------- | ------------- | ------------------ | ------------------ | ------------------- | ------------------- | ------------------ | ------------------ | ----- | ----- |
| Мексика          | 2009             | 0                   | 0                   | -                  | -                  | 0                      | 0                      | -             | -             | -                  | -                  | -                   | -                   | 1                  | 0                  | 1     | 0     |
| Мексика          | 2010             | -                   | -                   | 4                  | 2                  | -                      | -                      | -             | -             | -                  | -                  | -                   | -                   | 15                 | 9                  | 19    | 11    |
| Мексика          | 2011             | -                   | -                   | -                  | -                  | 6                      | 7                      | -             | -             | -                  | -                  | -                   | -                   | 7                  | 5                  | 13    | 12    |
| Мексика          | 2012             | 6                   | 3                   | -                  | -                  | -                      | -                      | -             | -             | -                  | -                  | -                   | -                   | 4                  | 2                  | 10    | 5     |
| Мексика          | 2013             | 10                  | 2                   | -                  | -                  | 0                      | 0                      | -             | -             | 3                  | 3                  | -                   | -                   | 1                  | 2                  | 14    | 7     |
| Мексика          | 2014             | -                   | -                   | 4                  | 1                  | -                      | -                      | -             | -             | -                  | -                  | -                   | -                   | 9                  | 2                  | 13    | 3     |
| Мексика          | 2015             | 2                   | 0                   | -                  | -                  | -                      | -                      | -             | -             | -                  | -                  | 1                   | 1                   | 5                  | 3                  | 8     | 4     |
| Мексика          | 2016             | 4                   | 1                   | -                  | -                  | -                      | -                      | 4             | 1             | -                  | -                  | -                   | -                   | 2                  | 1                  | 10    | 3     |
| Мексика          | 2017             | 5                   | 2                   | -                  | -                  | -                      | -                      | -             | -             | 4                  | 1                  | -                   | -                   | 2                  | 1                  | 11    | 4     |
| Мексика          | 2018             | -                   | -                   | 4                  | 1                  | -                      | -                      | -             | -             | -                  | -                  | -                   | -                   | 3                  | 0                  | 7     | 1     |
| Мексика          | 2019             | -                   | -                   | -                  | -                  | -                      | -                      | -             | -             | -                  | -                  | -                   | -                   | 3                  | 2                  | 3     | 2     |
| Всего за карьеру | Всего за карьеру | 27                  | 8                   | 12                 | 4                  | 6                      | 7                      | 4             | 1             | 7                  | 4                  | 1                   | 1                   | 52                 | 27                 | 109   | 52    |

(откорректировано по состоянию на 7 сентября 2019 года)

### Матчи и голы Эрнандеса за сборную Мексики
| Матчи и голы Хавьера Эрнандеса за сборную Мексики | Матчи и голы Хавьера Эрнандеса за сборную Мексики | Матчи и голы Хавьера Эрнандеса за сборную Мексики | Матчи и голы Хавьера Эрнандеса за сборную Мексики | Матчи и голы Хавьера Эрнандеса за сборную Мексики | Матчи и голы Хавьера Эрнандеса за сборную Мексики | Матчи и голы Хавьера Эрнандеса за сборную Мексики |
| №                                                 | Дата                                              | Место проведения                                  | Соперник                                          | Счёт                                              | Голы                                              | Турнир                                            |
| ------------------------------------------------- | ------------------------------------------------- | ------------------------------------------------- | ------------------------------------------------- | ------------------------------------------------- | ------------------------------------------------- | ------------------------------------------------- |
| 1                                                 | 30 сентября 2009                                  | Даллас                                            | Колумбия                                          | 1:2                                               | -                                                 | Товарищеский матч                                 |
| 2                                                 | 24 февраля 2010                                   | Сан-Франциско                                     | Боливия                                           | 5:0                                               | 2                                                 | Товарищеский матч                                 |
| 3                                                 | 3 марта 2010                                      | Пасадина                                          | Новая Зеландия                                    | 2:0                                               | 1                                                 | Товарищеский матч                                 |
| 4                                                 | 17 марта 2010                                     | Торреон                                           | КНДР                                              | 2:1                                               | 1                                                 | Товарищеский матч                                 |
| 5                                                 | 7 мая 2010                                        | Ист-Ратерфорд                                     | Эквадор                                           | 0:0                                               | -                                                 | Товарищеский матч                                 |
| 6                                                 | 10 мая 2010                                       | Чикаго                                            | Сенегал                                           | 1:0                                               | -                                                 | Товарищеский матч                                 |
| 7                                                 | 13 мая 2010                                       | Хьюстон                                           | Ангола                                            | 1:0                                               | -                                                 | Товарищеский матч                                 |
| 8                                                 | 16 мая 2010                                       | Мехико                                            | Чили                                              | 1:0                                               | -                                                 | Товарищеский матч                                 |
| 9                                                 | 24 мая 2010                                       | Лондон                                            | Англия                                            | 1:3                                               | -                                                 | Товарищеский матч                                 |
| 10                                                | 26 мая 2010                                       | Фрайбург                                          | Нидерланды                                        | 1:2                                               | 1                                                 | Товарищеский матч                                 |
| 11                                                | 30 мая 2010                                       | Байройт                                           | Гамбия                                            | 5:1                                               | 2                                                 | Товарищеский матч                                 |
| 12                                                | 3 июня 2010                                       | Брюссель                                          | Италия                                            | 2:1                                               | -                                                 | Товарищеский матч                                 |
| 13                                                | 11 июня 2010                                      | Йоханнесбург                                      | ЮАР                                               | 1:1                                               | -                                                 | Финальные матчи ЧМ-2010                           |
| 14                                                | 17 июня 2010                                      | Полокване                                         | Франция                                           | 2:0                                               | 1                                                 | Финальные матчи ЧМ-2010                           |
| 15                                                | 22 июня 2010                                      | Рюстенбург                                        | Уругвай                                           | 0:1                                               | -                                                 | Финальные матчи ЧМ-2010                           |
| 16                                                | 27 июня 2010                                      | Йоханнесбург                                      | Аргентина                                         | 1:3                                               | 1                                                 | Финальные матчи ЧМ-2010                           |
| 17                                                | 11 августа 2010                                   | Мехико                                            | Испания                                           | 1:1                                               | 1                                                 | Товарищеский матч                                 |
| 18                                                | 4 сентября 2010                                   | Сапопан                                           | Эквадор                                           | 1:2                                               | -                                                 | Товарищеский матч                                 |
| 19                                                | 7 сентября 2010                                   | Сан-Николас                                       | Колумбия                                          | 1:0                                               | -                                                 | Товарищеский матч                                 |
| 20                                                | 12 октября 2010                                   | Сьюдад-Хуарес                                     | Венесуэла                                         | 2:2                                               | 1                                                 | Товарищеский матч                                 |
| 21                                                | 9 февраля 2011                                    | Атланта                                           | Босния и Герцеговина                              | 2:0                                               | 1                                                 | Товарищеский матч                                 |
| 22                                                | 26 марта 2011                                     | Окленд                                            | Парагвай                                          | 3:1                                               | 2                                                 | Товарищеский матч                                 |
| 23                                                | 29 марта 2011                                     | Сан-Диего                                         | Венесуэла                                         | 1:1                                               | -                                                 | Товарищеский матч                                 |
| 24                                                | 5 июня 2011                                       | Арлингтон                                         | Сальвадор                                         | 5:0                                               | 3                                                 | Золотой кубок КОНКАКАФ 2011                       |
| 25                                                | 9 июня 2011                                       | Шарлотт                                           | Куба                                              | 5:0                                               | 2                                                 | Золотой кубок КОНКАКАФ 2011                       |
| 26                                                | 12 июня 2011                                      | Чикаго                                            | Коста-Рика                                        | 4:1                                               | -                                                 | Золотой кубок КОНКАКАФ 2011                       |
| 27                                                | 18 июня 2011                                      | Ист-Ратерфорд                                     | Гватемала                                         | 2:1                                               | 1                                                 | Золотой кубок КОНКАКАФ 2011                       |
| 28                                                | 22 июня 2011                                      | Хьюстон                                           | Гондурас                                          | 2:0                                               | 1                                                 | Золотой кубок КОНКАКАФ 2011                       |
| 29                                                | 25 июня 2011                                      | Пасадина                                          | США                                               | 4:2                                               | -                                                 | Золотой кубок КОНКАКАФ 2011                       |
| 30                                                | 2 сентября 2011                                   | Варшава                                           | Польша                                            | 1:1                                               | 1                                                 | Товарищеский матч                                 |
| 31                                                | 4 сентября 2011                                   | Барселона                                         | Чили                                              | 1:0                                               | -                                                 | Товарищеский матч                                 |
| 32                                                | 11 октября 2011                                   | Торреон                                           | Бразилия                                          | 1:2                                               | -                                                 | Товарищеский матч                                 |
| 33                                                | 11 ноября 2011                                    | Сантьяго-де-Керетаро                              | Сербия                                            | 2:0                                               | 1                                                 | Товарищеский матч                                 |
| 34                                                | 29 февраля 2012                                   | Майами                                            | Колумбия                                          | 0:2                                               | -                                                 | Товарищеский матч                                 |
| 35                                                | 31 мая 2012                                       | Чикаго                                            | Босния и Герцеговина                              | 2:1                                               | 1                                                 | Товарищеский матч                                 |
| 36                                                | 3 июня 2012                                       | Даллас                                            | Бразилия                                          | 2:0                                               | 1                                                 | Товарищеский матч                                 |
| 37                                                | 8 июня 2012                                       | Мехико                                            | Гайана                                            | 3:1                                               | -                                                 | Отборочные матчи ЧМ-2014                          |
| 38                                                | 12 июня 2012                                      | Сан-Сальвадор                                     | Сальвадор                                         | 2:1                                               | -                                                 | Отборочные матчи ЧМ-2014                          |
| 39                                                | 15 августа 2012                                   | Мехико                                            | США                                               | 0:1                                               | -                                                 | Товарищеский матч                                 |
| 40                                                | 7 сентября 2012                                   | Сан-Хосе                                          | Коста-Рика                                        | 2:0                                               | -                                                 | Отборочные матчи ЧМ-2014                          |
| 41                                                | 11 сентября 2012                                  | Мехико                                            | Коста-Рика                                        | 1:0                                               | 1                                                 | Отборочные матчи ЧМ-2014                          |
| 42                                                | 12 октября 2012                                   | Хьюстон                                           | Гайана                                            | 5:0                                               | 1                                                 | Отборочные матчи ЧМ-2014                          |
| 43                                                | 16 октября 2012                                   | Торреон                                           | Сальвадор                                         | 2:0                                               | 1                                                 | Отборочные матчи ЧМ-2014                          |
| 44                                                | 6 февраля 2013                                    | Мехико                                            | Ямайка                                            | 0:0                                               | -                                                 | Отборочные матчи ЧМ-2014                          |
| 45                                                | 22 марта 2013                                     | Сан-Педро-Сула                                    | Гондурас                                          | 2:2                                               | 2                                                 | Отборочные матчи ЧМ-2014                          |
| 46                                                | 26 марта 2013                                     | Мехико                                            | США                                               | 0:0                                               | -                                                 | Отборочные матчи ЧМ-2014                          |
| 47                                                | 31 мая 2013                                       | Хьюстон                                           | Нигерия                                           | 2:2                                               | 2                                                 | Товарищеский матч                                 |
| 48                                                | 4 июня 2013                                       | Кингстон                                          | Ямайка                                            | 1:0                                               | -                                                 | Отборочные матчи ЧМ-2014                          |
| 49                                                | 7 июня 2013                                       | Панама                                            | Панама                                            | 0:0                                               | -                                                 | Отборочные матчи ЧМ-2014                          |
| 50                                                | 11 июня 2013                                      | Мехико                                            | Коста-Рика                                        | 0:0                                               | -                                                 | Отборочные матчи ЧМ-2014                          |
| 51                                                | 16 июня 2013                                      | Рио-де-Жанейро                                    | Италия                                            | 1:2                                               | 1                                                 | Кубок конфедераций 2013                           |
| 52                                                | 18 июня 2013                                      | Форталеза                                         | Бразилия                                          | 0:2                                               | -                                                 | Кубок конфедераций 2013                           |
| 53                                                | 22 июня 2013                                      | Белу-Оризонти                                     | Япония                                            | 2:1                                               | 2                                                 | Кубок конфедераций 2013                           |
| 54                                                | 6 сентября 2013                                   | Мехико                                            | Гондурас                                          | 1:2                                               | -                                                 | Отборочные матчи ЧМ-2014                          |
| 55                                                | 10 сентября 2013                                  | Колумбус                                          | США                                               | 0:2                                               | -                                                 | Отборочные матчи ЧМ-2014                          |
| 56                                                | 11 октября 2013                                   | Мехико                                            | Панама                                            | 2:1                                               | -                                                 | Отборочные матчи ЧМ-2014                          |
| 57                                                | 15 октября 2013                                   | Сан-Хосе                                          | Коста-Рика                                        | 1:2                                               | -                                                 | Отборочные матчи ЧМ-2014                          |
| 58                                                | 5 марта 2014                                      | Атланта                                           | Нигерия                                           | 0:0                                               | -                                                 | Товарищеский матч                                 |
| 59                                                | 28 мая 2014                                       | Мехико                                            | Израиль                                           | 3:0                                               | -                                                 | Товарищеский матч                                 |
| 60                                                | 31 мая 2014                                       | Арлингтон                                         | Эквадор                                           | 3:1                                               | -                                                 | Товарищеский матч                                 |
| 61                                                | 3 июня 2014                                       | Чикаго                                            | Босния и Герцеговина                              | 0:1                                               | -                                                 | Товарищеский матч                                 |
| 62                                                | 6 июня 2014                                       | Фоксборо                                          | Португалия                                        | 0:1                                               | -                                                 | Товарищеский матч                                 |
| 63                                                | 13 июня 2014                                      | Натал                                             | Камерун                                           | 1:0                                               | -                                                 | Финальные матчи ЧМ-2014                           |
| 64                                                | 17 июня 2014                                      | Форталеза                                         | Бразилия                                          | 0:0                                               | -                                                 | Финальные матчи ЧМ-2014                           |
| 65                                                | 23 июня 2014                                      | Ресифи                                            | Хорватия                                          | 3:1                                               | 1                                                 | Финальные матчи ЧМ-2014                           |
| 66                                                | 29 июня 2014                                      | Форталеза                                         | Нидерланды                                        | 1:2                                               | -                                                 | Финальные матчи ЧМ-2014                           |
| 67                                                | 9 октября 2014                                    | Тустла-Гутьеррес                                  | Гондурас                                          | 2:0                                               | 1                                                 | Товарищеский матч                                 |
| 68                                                | 12 октября 2014                                   | Сантьяго-де-Керетаро                              | Панама                                            | 1:0                                               | -                                                 | Товарищеский матч                                 |
| 69                                                | 12 ноября 2014                                    | Амстердам                                         | Нидерланды                                        | 3:2                                               | 1                                                 | Товарищеский матч                                 |
| 70                                                | 18 ноября 2014                                    | Борисов                                           | Беларусь                                          | 2:3                                               | -                                                 | Товарищеский матч                                 |
| 71                                                | 28 марта 2015                                     | Лос-Анджелес                                      | Эквадор                                           | 1:0                                               | 1                                                 | Товарищеский матч                                 |
| 72                                                | 31 марта 2015                                     | Канзас-Сити                                       | Парагвай                                          | 1:0                                               | -                                                 | Товарищеский матч                                 |
| 73                                                | 27 июня 2015                                      | Орландо                                           | Коста-Рика                                        | 2:2                                               | 1                                                 | Товарищеский матч                                 |
| 74                                                | 1 июля 2015                                       | Хьюстон                                           | Гондурас                                          | 0:0                                               | -                                                 | Товарищеский матч                                 |
| 75                                                | 8 сентября 2015                                   | Даллас                                            | Аргентина                                         | 2:2                                               | 1                                                 | Товарищеский матч                                 |
| 76                                                | 10 октября 2015                                   | Пасадина                                          | США                                               | 3:2                                               | 1                                                 | Кубок КОНКАКАФ 2015                               |
| 77                                                | 13 ноября 2015                                    | Мехико                                            | Сальвадор                                         | 3:0                                               | -                                                 | Отборочные матчи ЧМ-2018                          |
| 78                                                | 17 ноября 2015                                    | Сан-Педро-Сула                                    | Гондурас                                          | 2:0                                               | -                                                 | Отборочные матчи ЧМ-2018                          |
| 79                                                | 25 марта 2016                                     | Ванкувер                                          | Канада                                            | 3:0                                               | 1                                                 | Отборочные матчи ЧМ-2018                          |
| 80                                                | 29 марта 2016                                     | Мехико                                            | Канада                                            | 2:0                                               | -                                                 | Отборочные матчи ЧМ-2018                          |
| 81                                                | 28 мая 2016                                       | Ист-Ратерфорд                                     | Парагвай                                          | 1:0                                               | -                                                 | Товарищеский матч                                 |
| 82                                                | 1 июня 2016                                       | Майами                                            | Чили                                              | 1:0                                               | 1                                                 | Товарищеский матч                                 |
| 83                                                | 5 июня 2016                                       | Глендейл                                          | Уругвай                                           | 3:1                                               | -                                                 | Кубок Америки 2016                                |
| 84                                                | 9 июня 2016                                       | Пасадина                                          | Ямайка                                            | 2:0                                               | 1                                                 | Кубок Америки 2016                                |
| 85                                                | 13 июня 2016                                      | Хьюстон                                           | Венесуэла                                         | 1:1                                               | -                                                 | Кубок Америки 2016                                |
| 86                                                | 18 июня 2016                                      | Санта-Клара                                       | Чили                                              | 0:7                                               | -                                                 | Кубок Америки 2016                                |
| 87                                                | 11 ноября 2016                                    | Колумбус                                          | США                                               | 2:1                                               | -                                                 | Отборочные матчи ЧМ-2018                          |
| 88                                                | 15 ноября 2016                                    | Панама                                            | Панама                                            | 0:0                                               | -                                                 | Отборочные матчи ЧМ-2018                          |
| 89                                                | 24 марта 2017                                     | Мехико                                            | Коста-Рика                                        | 2:0                                               | 1                                                 | Отборочные матчи ЧМ-2018                          |
| 90                                                | 28 марта 2017                                     | Порт-оф-Спейн                                     | Тринидад и Тобаго                                 | 1:0                                               | -                                                 | Отборочные матчи ЧМ-2018                          |
| 91                                                | 28 мая 2017                                       | Лос-Анджелес                                      | Хорватия                                          | 1:2                                               | 1                                                 | Товарищеский матч                                 |
| 92                                                | 11 июня 2017                                      | Мехико                                            | США                                               | 1:1                                               | -                                                 | Отборочные матчи ЧМ-2018                          |
| 93                                                | 18 июня 2017                                      | Казань                                            | Португалия                                        | 2:2                                               | 1                                                 | Кубок конфедераций 2017                           |
| 94                                                | 24 июня 2017                                      | Казань                                            | Россия                                            | 2:1                                               | -                                                 | Кубок конфедераций 2017                           |
| 95                                                | 29 июня 2017                                      | Сочи                                              | Германия                                          | 1:4                                               | -                                                 | Кубок конфедераций 2017                           |
| 96                                                | 2 июля 2017                                       | Москва                                            | Португалия                                        | 1:2 (д.в.)                                        | -                                                 | Кубок конфедераций 2017                           |
| 97                                                | 1 сентября 2017                                   | Мехико                                            | Панама                                            | 1:0                                               | -                                                 | Отборочные матчи ЧМ-2018                          |
| 98                                                | 6 октября 2017                                    | Мехико                                            | Тринидад и Тобаго                                 | 3:1                                               | 1                                                 | Отборочные матчи ЧМ-2018                          |
| 99                                                | 10 ноября 2017                                    | Брюссель                                          | Бельгия                                           | 3:3                                               | -                                                 | Товарищеский матч                                 |
| 100                                               | 27 марта 2018                                     | Арлингтон                                         | Хорватия                                          | 0:1                                               | -                                                 | Товарищеский матч                                 |
| 101                                               | 29 мая 2018                                       | Пасадина                                          | Уэльс                                             | 0:0                                               | -                                                 | Товарищеский матч                                 |
| 102                                               | 9 июня 2018                                       | Брондбю                                           | Дания                                             | 0:2                                               | -                                                 | Товарищеский матч                                 |
| 103                                               | 17 июня 2018                                      | Москва                                            | Германия                                          | 1:0                                               | -                                                 | Финальные матчи ЧМ-2018                           |
| 104                                               | 23 июня 2018                                      | Ростов-на-Дону                                    | Республика Корея                                  | 2:1                                               | 1                                                 | Финальные матчи ЧМ-2018                           |
| 105                                               | 27 июня 2018                                      | Екатеринбург                                      | Швеция                                            | 0:3                                               | -                                                 | Финальные матчи ЧМ-2018                           |
| 106                                               | 2 июля 2018                                       | Самара                                            | Бразилия                                          | 0:2                                               | -                                                 | Финальные матчи ЧМ-2018                           |
| 107                                               | 22 марта 2019                                     | Сан-Диего                                         | Чили                                              | 3:1                                               | -                                                 | Товарищеский матч                                 |
| 108                                               | 26 марта 2019                                     | Санта-Клара                                       | Парагвай                                          | 4:2                                               | 1                                                 | Товарищеский матч                                 |
| 109                                               | 6 сентября 2019                                   | Ист-Ратерфорд                                     | США                                               | 3:0                                               | 1                                                 | Товарищеский матч                                 |

Итого: 109 матчей / 52 гола; 60 побед, 23 ничьи, 26 поражений.

## Достижения

### Командные достижения
«Гвадалахара»
- Чемпион Мексики: Апертура 2006
- Чемпион Интерлиги: 2009

«Манчестер Юнайтед»
- Чемпион Англии (2): 2010/11, 2012/13
- Обладатель Суперкубка Англии: 2010

«Реал Мадрид»
- Победитель Клубного чемпионата мира: 2014

«Севилья»
- Победитель Лиги Европы УЕФА: 2019/20

Сборная Мексики
- Обладатель Золотого кубка КОНКАКАФ: 2011
- Обладатель Кубка КОНКАКАФ: 2015

### Личные достижения
- Лучший бомбардир в истории сборной Мексики (52 мяча)
- Лучший бомбардир мексиканской Примеры: Бисентенарио 2010 (10 мячей)
- Обладатель Приза сэра Мэтта Басби лучшему игроку года: 2010/11
- Лучший игрок Золотого кубка КОНКАКАФ: 2011
- Лучший бомбардир Золотого кубка КОНКАКАФ: 2011
- Член «Команды года» в Бундеслиге: 2015/16
- Игрок месяца в MLS: апрель/май 2021
- Участник Матча всех звёзд MLS: 2022